# Aposites gracilis
Aposites gracilis là một loài bọ cánh cứng trong họ Cerambycidae.